# Macchi Parasol
 (octobre 2024).
Le Macchi Parasol était un avion militaire italien, construit au début du XXe siècle par la Società Anonima Nieuport-Macchi. Il fut le premier avion conçu de manière autonome par Macchi, qui jusque-là n'avait produit que des avions sous licence .